# 朱顺馀
朱顺余，中华人民共和国政治人物。
当选工业劳模。上海汽轮机厂刨工、革新能手。1954年，当选第一届全国人民代表大会代表。